# Drop (videogiochi)
Drop (o Item drop) è un termine utilizzato nell'ambito dei videogiochi, maggiormente in quelli di tipo MMORPG. È un termine videoludico che viene usato per riferirsi a oggetti lasciati cadere da un nemico (generalmente un mob) dopo la sua uccisione. 
Il drop è quindi una strada alternativa all'acquisizione di punti esperienza, perché fa sì che armi, pozioni, denaro o altri oggetti specifici possano essere droppati nel videogioco, cioè possano essere ottenuti senza che questi siano craftati, comprati o semplicemente sbloccati nell'avanzamento del videogioco.
Il termine deriva dal verbo inglese to drop (lasciar cadere); italianizzato da molti giocatori nel verbo "droppare", che è un'azione eseguita dal mob che indica il lasciare per terra un determinato drop o item al momento della sconfitta.
Da questo termine deriva anche drop rate: la percentuale di possibilità di ottenere un oggetto da un determinato avversario.